# Бялоленка
Бялоленка (пол. Białołęka) — район (дільниця) Варшави, розташована в північній частині польської столиці на правому березі Вісли. Площа становить 73,04 км2. На заході межує з дільницею Беляни (пол. Bielany), на півдні — з дільницями Таргувек (пол. Targówek) та Прага-Пулноц (пол. Praga-Północ), на півночі та сході проходить адміністративна межа Варшави.
Станом на січень 2024 на території дільниці зареєстровано 158 749 мешканців.

## Історія
Бялоленка відома як шляхетське поселення з 1425. У 1471 її власниками були представники роду Голинських. На початку XVII століття належала хелмському єпископові Лаврентію (Вавжинцю) Гембицькому (пол. Wawrzyniec Gembicki), у середині XVII століття поселення перейшло у власність Яну Казимиру, який, у свою чергу, згодом передав його єзуїтам. Під час Шведської війни (Варшавська битва 1656) поселення було знищене. 24—25 лютого 1831 тут відбувалася одна з битв Листопадового повстання — битва під Бялоленкою між польським та російським військами.
У XIX столітті була складовою гміни Брудно (пол. Bródno). Бялоленка розбудовувалася, виникли нові поселення та фільварки — Александрув (пол. Aleksandrów), Бжезіни (пол. Brzeziny), Аннополь (пол. Annopol), Константинув (пол. Konstantynów), Маривіль (пол. Marywil), Ружополе (пол. Różopole) та Устронє (пол. Ustronie). У 1938 на території Бялоленки проживало близько 600 мешканців. У 1951 стала частиною Варшави (Ружополь, який входить до складу нинішньої дільниці Бялоленка, став частиною польської столиці ще в міжвоєнні часи), ряд поселень на північний схід від Варшави був включений до її адміністративних меж у 1976. У 1994 отримала статус ґміни та назву Варшава—Бялоленка. З 2002 — одна з вісімнадцяти дільниць Варшави.

## Голови дільниці Бялоленка
- Єжи Смочинський (пол. Jerzy Smoczyński) (2002—2006)
- Яцек Казновський (пол. Jacek Kaznowski) (2006—2012)
- Адам Ґжеґжулка (пол. Adam Grzegrzółka) (2012—2013)
- Пйотр Яворський (пол. Piotr Jaworski) (2013—2016)
- Ілона Соя-Козловська (пол. Ilona Soja-Kozłowska) (2016)

## Структура

Поділ Бялоленки до розширення території дільниці на північний схід у 1976

- Центр, південь та південний захід Бялоленки — промислові райони
- Центр та захід (Новий Тархомін (пол. Nowy Tarchomin), Новодвори (пол. Nowodwory) та Нове Свідри (пол. Nowe Świdry)) — густо забудовані райони з переважанням багатоповерхових будинків
- Центр та північ (Хощувка (пол. Choszczówka), Бялоленка Дворська (пол. Białołęka Dworska), Плуди (пол. Płudy) та Генрикув (пол. Henryków)) — райони з переважанням приватних будинків
- Східна частина Бялоленки (Бжезіни, Левандув (пол. Lewandów), Кобялка (пол. Kobiałka), Бялоленка Шляхетська (пол. Białołęka Szlachecka) та Маньки-Войди (пол. Mańki-Wojdy)) — райони, що є частиною села та сільськогосподарських угідь

## Поділ на райони
| Захід - Бухнік (пол. Buchnik) - Букув (пол. Buków) - Каленіца (пол. Kalenica) - Кемпа Тархомінська (пол. Kępa Tarchomińska) - Вінніца (пол. Winnica) - Новодвори - Бучинек (пол. Buczynek) - Анецін (пол. Anecin) - Тархомін Костельний (пол. Tarchomin Kościelny) - Нові Свідри - Новий Тархомін (пол. Nowy Tarchomin) - Старі Свідри (пол. Stare Świdry) - Пекелко (пол. Piekiełko) - Жерань (пол. Żerań) | Центр та захід - Хощувка-Колонія (пол. Choszczówka-Kolonia) - Ґури Скєрдовські (пол. Góry Skierdowskie) - Нові Бжезіни (пол. Nowe Brzeziny) - Домбровка Шляхетська (пол. Dąbrówka Szlachecka) - Плуди - Генрикув - Вишньово (пол. Wiśniewo) - Тархомін - Пекелко - Жерань - Ружополь | Центр та схід - Хощувка - Лапігрош (пол. Łapigrosz) - Ружополе - Шамоцін (пол. Szamocin) - Бялоленка Дворська - Томашев (пол. Tomaszew) - Домбровка Ґжибовська (пол. Dąbrówka Grzybowska) - Марцелін (пол. Marcelin) - Бялоленка Шляхетська - Константинув - Жерань Східний (пол. Żerań Wschodni) - Александрув - Аннополь | Схід - Кобялка - Русковий Бруд (пол. Ruskowy Bród) - Олесін (пол. Olesin) - Августувек (пол. Augustówek) - Манькі-Войди - Августув (пол. Augustów) - Бжезіни - Конти Гродзіські (пол. Kąty Grodziskie) - Гродзіськ (пол. Grodzisk) - Левандув |

Інші райони:
- Шилувек (пол. Szylówek)

## Адміністративні межі

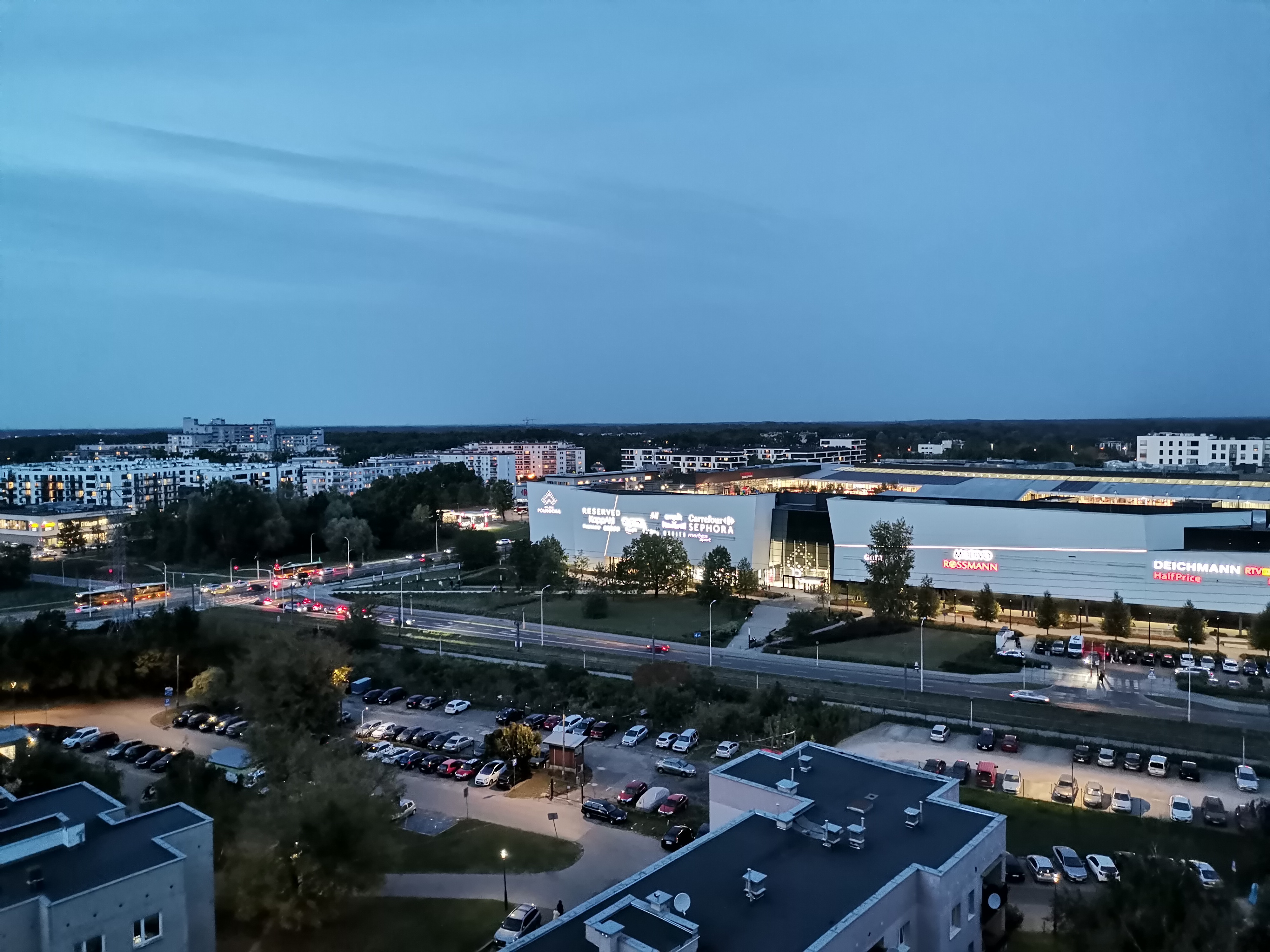
Тархомін. Вулиця Святовіда

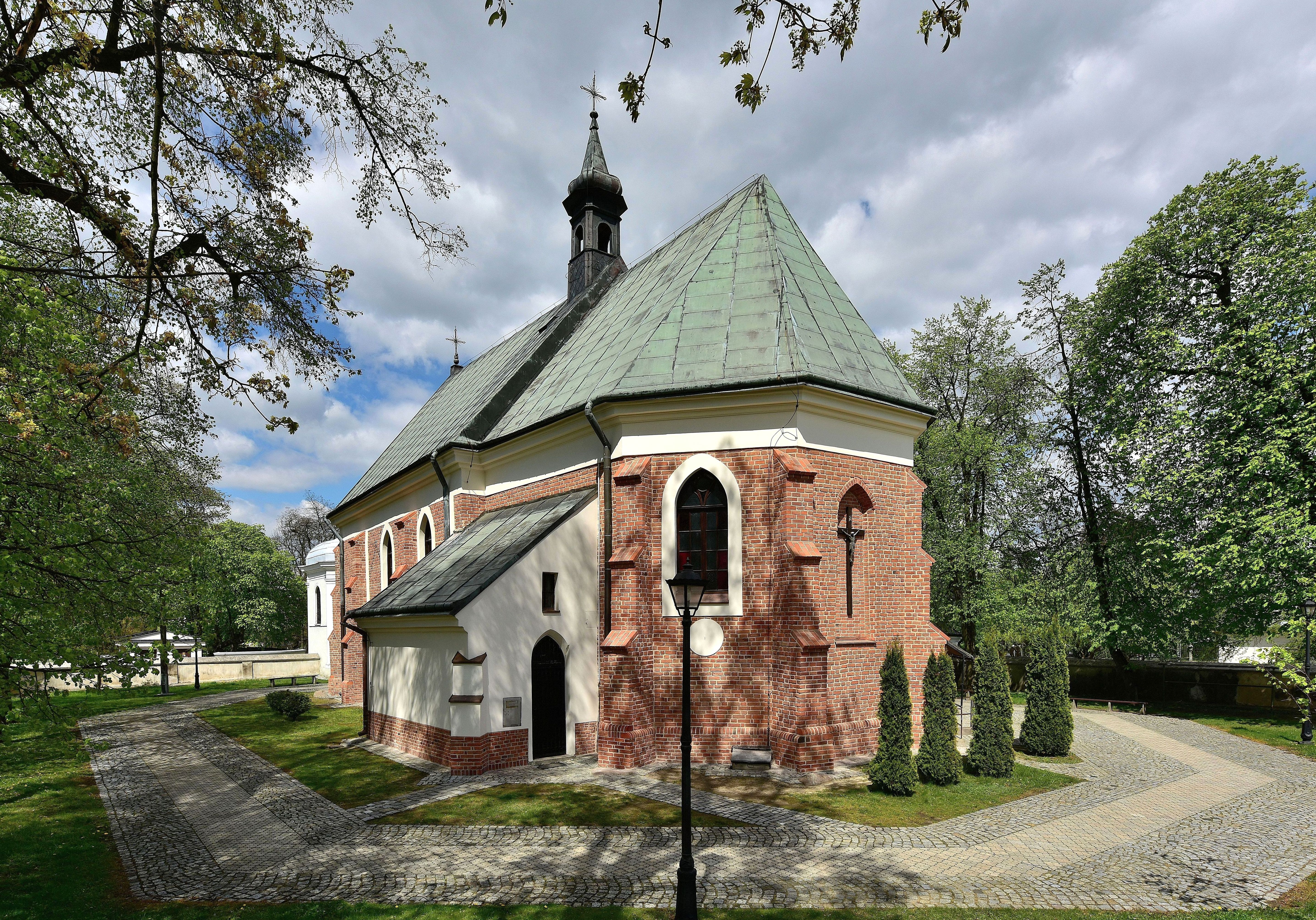
Церква св. Якова

Дільниця Бялоленка межує:
- на півночі — з ґмінами Яблонна (пол. Jabłonna) та Непорент (пол. Nieporęt)
- на півдні — з дільницями Таргувек та Прага-Пулноц
- на заході — з дільницею Беляни та ґміною Ломянкі (пол. Łomianki)
- на сході — з ґміною Маркі (пол. Marki)

## Природа
- Генриковський парк (пол. Park Henrykowski)
- Парк «Пікасса» (пол. Park „Picassa”)
- Йорданський сад (пол. Ogród jordanowski)
- Заповідник Лавіце Келпінські (пол. Ławice Kiełpińskie)
- Заповідник Ліси Чорної Струги (пол. Łęgi Czarnej Strugi)

На території дільниці Бялоленка, крім перерахованих вище, є й інші комплекси лісів різної площі. Також там розташовані чималі площі квітників — 250 м2; 177 м2 займають розарії.

## Пам'ятки архітектури
- Палац Мостовських у Тархоміні (пол. Pałac Mostowskich w Tarchominie)
- Церква св. Якова (пол. Kościół św. Jakuba)
- Церква Народження Найсвятішої Діви Марії (пол. Kościół Narodzenia Najświętszej Maryi Panny)
- Церква св. Архангела Михаїла (пол. Kościół św. Michała Archanioła)